# Кавальо-Спочча
Кавальо-Спочча (итал. Cavaglio-Spoccia) — коммуна в Италии, располагается в регионе Пьемонт, в провинции Вербано-Кузьо-Оссола.
Население составляет 273 человека (2008 г.), плотность населения составляет 16 чел./км². Занимает площадь 18 км². Почтовый индекс — 28052. Телефонный код — 0323.
Покровителями коммуны почитаются святой апостол и евангелист Иоанн Богослов, празднование 27 декабря, а также святой Донин в Кавальо (Cavaglio) и святая равноапостольная Мария Магдалена в Споккиа (Spoccia) .

## Демография
Динамика населения:

## Администрация коммуны
- Официальный сайт: